# 南苑兵营司令部旧址
南苑兵营司令部旧址，位于北京市丰台区南苑机场宇翔园院内，清末与中華民國时曾为多支军队的指挥机关或司令部所在，又且其建筑类型较特殊，具有相当的历史价值，于1990年被确定为北京市文物保护单位。

## 简介
该旧址所在地原是清朝末年神机营驻兵七营房旧址，也称“七营房”，从西营房往东有七营，如今旧营房已无存，但保存有“三营门”之类的地名。1904年到1905年，袁世凯编成陆军第四镇，1905年改称陆军第六镇，由王士珍任统制，南苑成为陆军第六镇司令部所在地，冯玉祥在该镇任司务长、排长。1907年，徐世昌任东三省总督，调陆军第六镇部分部队入东北。1912年，已升任营长的冯玉祥率部回驻南苑。
1913年，北洋政府在七营房设航空署，并且在此创办中国第一所航空学校（1923年改成北京南苑航空学校）。1922年10月，冯玉祥出任陆军检阅使后，于1922年11月3日率部抵达南苑，将航空署改建成“陆军检阅使署”。1924年，冯玉祥将此作为师司令部，在此指挥发动北京政变，推翻大总统曹锟，并驱逐清朝逊帝溥仪出紫禁城。
后来，这里成为国民革命军第二十九军军部。1936年，国民革命军第二十九军在七营房举办学生训练班，1936年底结业之后又招收一批学生，成立了军事训练团，团部也设在这里，军长宋哲元兼任团长，佟麟阁任副团长，以“誓雪国耻，报国雪恨”为口号，在北平、天津招收1500多名知识青年，以训练为下级军官。1937年七七事变时，此处是国民革命军第二十九军抗击日军的指挥部。7月26日，赵登禹被任命为南苑方面的总指挥。7月27日，日军开始进攻南苑、宛平、北苑、衙门口、八宝山等地。佟麟阁副军长所统军部各处遭到日军猛烈攻击，被迫转移，途中因伤殉国。
文革中，该旧址遭受破坏。1986年，该旧址得到修缮，为纪念冯玉祥而命名为“宇翔宾馆”。1990年2月被北京市人民政府公布为第四批北京市文物保护单位。

## 建筑
该处旧址现存建筑面积3912平方米，坐北朝南。主要建筑有：
- 影壁：大门前有一座软心八字影壁，立面为三段式，两翼低于中间，南侧书“奋斗”，北侧书“进步”，为冯玉祥手迹。
- 大门：大门上悬“陆军检阅使署”六个大字。
- 门房：大门两侧各有一座门卫用房，为中西结合的仿哥特式建筑。
- 中日友谊树：进大门右侧有一棵松树，旁边石碑上写有“中日友谊树”，上面有访华日本团成员名字，该碑建立年代不详。[1]
- 第一排营房：迎门第一排营房为724平方米，也是中西结合的仿哥特式建筑。起脊青砖房，每排16间，均为砖木结构。前檐上有女儿墙，中为方柱形，前后出廊。前廊正中额隶书“师司令部”四字石匾。门房及第一排营房为冯玉祥所辖十一师师部办公用房。
- 第二、三、四、五排营房：起脊青砖房，每排16间，均为砖木结构。修复成清代园林式建筑，硬山筒瓦卷棚顶，前出廊，额枋有彩绘，后窗为方形巨砖透雕。现为办公使用。[3][2]
- 西跨院：第二至五排房的西侧跨院内，有西房南北两组，中有坐东朝西的一殿一卷式垂花门一座以及抄手游廊相连，垂花门内有硬心一字形影壁一座，门外北侧有北京市文物保护单位碑。